# Baix Ebre

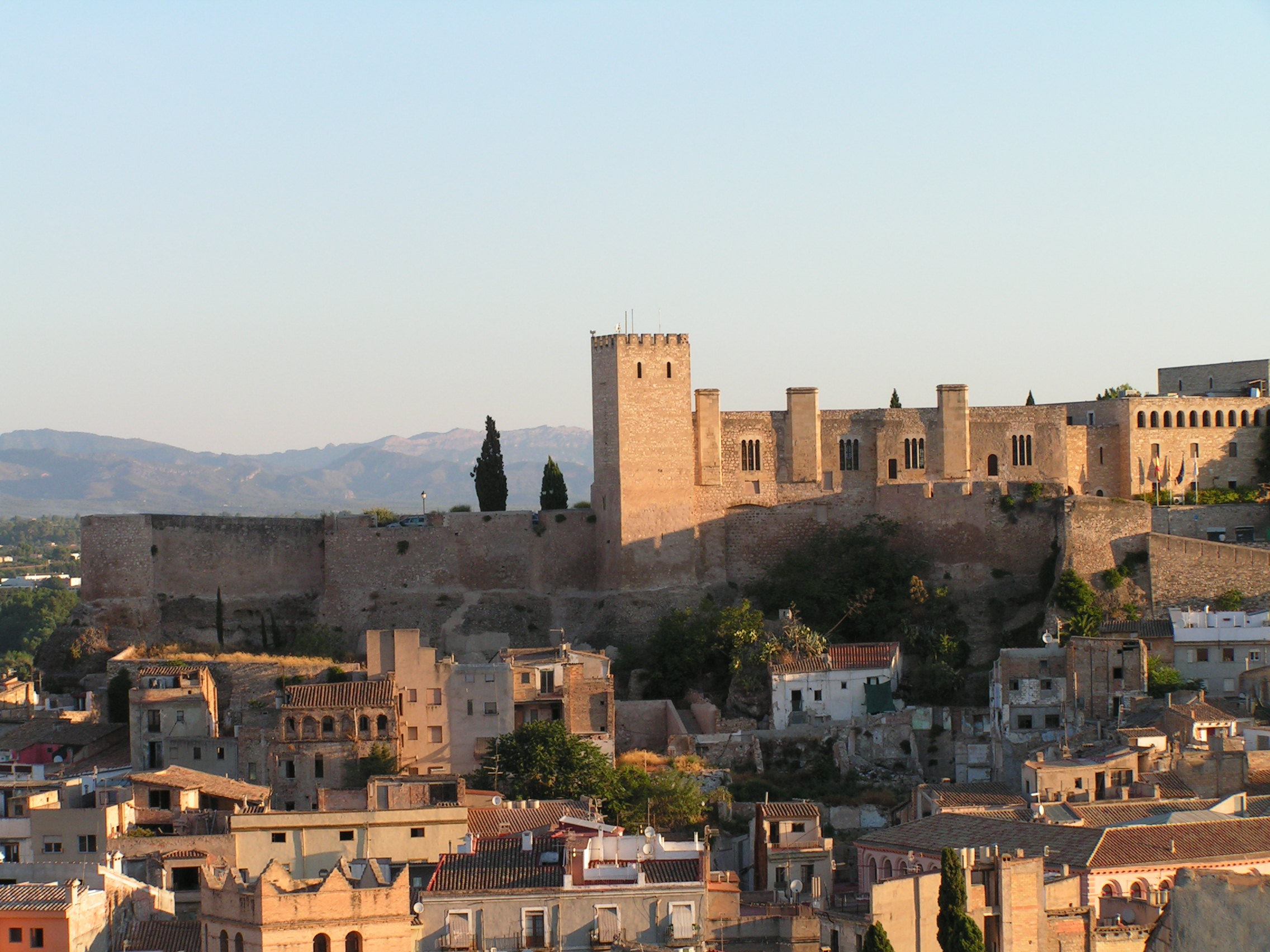
Tortosa

Baix Ebre (spanyolul Bajo Ebro) járás (comarca) Katalóniában, Tarragona tartományban. Baix Ebre Baix Camp, Ribera d’Ebre, Terra Alta, Montsià és Matarraña comarcákkal határos.

## Települések
A települések utáni szám a népességet mutatja. Az adatok 2001 szerintiek.
- L'Aldea - 3 590
- Aldover - 814
- Alfara de Carles - 377
- L'Ametlla de Mar - 5 835
- L'Ampolla - 2133
- Benifallet - 843
- Camarles - 3 060
- Deltebre - 10 697
- Paüls - 625
- El Perelló - 2 246
- Roquetes - 6 839
- Tivenys - 910
- Tortosa - 31 164
- Xerta - 1 278